# NAHL 1973/1974
Sezóna 1973/1974 byla 1. ročníkem North American Hockey League. Vítězem se stal tým Syracuse Blazers, který porazil ve finále playoff tým Long Island Cougars.

## Základní část
| Vysvětlivka                      |
| -------------------------------- |
| Postupující do skupiny o playoff |

| Poř. | Tým                  | Z  | V  | R  | P | VG  | OG  | B   |
| ---- | -------------------- | -- | -- | -- | - | --- | --- | --- |
| 1.   | Syracuse Blazers     | 74 | 54 | 16 | 4 | 359 | 219 | 112 |
| 2.   | Maine Nordiques      | 74 | 45 | 26 | 3 | 398 | 309 | 93  |
| 3.   | Long Island Cougars  | 74 | 35 | 36 | 3 | 310 | 277 | 73  |
| 4.   | Cape Cod Cubs        | 74 | 34 | 39 | 1 | 338 | 345 | 69  |
| 5.   | Johnstown Jets       | 74 | 32 | 38 | 4 | 265 | 303 | 68  |
| 6.   | Broome Dusters       | 74 | 28 | 41 | 5 | 274 | 352 | 61  |
| 7.   | Mohawk Valley Comets | 74 | 20 | 52 | 2 | 240 | 385 | 42  |

## O postup do playoff
|  | Postupující do playoff |

| Poř. | Tým                 | Z | V | P |
| ---- | ------------------- | - | - | - |
| 1.   | Syracuse Blazers    | 7 | 6 | 1 |
| 2.   | Cape Cod Cubs       | 8 | 5 | 3 |
| 3.   | Long Island Cougars | 7 | 4 | 3 |
| 4.   | Johnstown Jets      | 8 | 3 | 5 |
| 5.   | Maine Nordiques     | 8 | 1 | 7 |

## Playoff
|  | Semifinále | Semifinále          | Semifinále |  |  | Finále | Finále              | Finále |
|  |            |                     |            |  |  |        |                     |        |
|  | 1          | Syracuse Blazers    | 4          |  |  |        |                     |        |
|  | 4          | Johnstown Jets      | 1          |  |  |        |                     |        |
|  |            |                     |            |  |  | 1      | Syracuse Blazers    | 4      |
|  |            |                     |            |  |  | 3      | Long Island Cougars | 0      |
|  | 2          | Cape Cod Cubs       | 2          |  |  |        |                     |        |
|  | 3          | Long Island Cougars | 4          |  |  |        |                     |        |